# Halbkugeliges Reboulmoos
Das Halbkugelige Reboulmoos (Reboulia hemisphaerica) ist eine Lebermoos-Art aus der Familie Aytoniaceae. Sie ist die einzige Art der Gattung Reboulia.

## Merkmale
Der längliche, hellgrüne, gewöhnlich gabelig verzweigte Thallus ist 3 bis 8 Millimeter breit und 1 bis 4 Zentimeter lang. Die Thallusspitzen sind eingeschnitten bis ausgerandet. Die oft purpurroten Thallusränder sind halbkreisförmig gekerbt. Die Thallusoberfläche ist glatt, gepunktet, nicht gefeldert. Die wenig emporgehobenen Atemöffnungen bestehen aus 4 bis 6 konzentrischen Ringen, die jeweils aus 6 bis 9 Zellen bestehen. Die Atemhöhlen enthalten viele chlorophyllhaltige Zellplatten.
Die Thallusunterseite (Ventralseite) ist purpurrot und in der Mitte nur schwach vorgewölbt. Die Ventralschuppen sind zweireihig angeordnet, schief halbmondförmig bis rechteckig und mit langen schmalen Anhängseln versehen, die aber nicht über die Thallusränder herausragen.
Die Geschlechterverteilung ist autözisch oder seltener diözisch. Die meist rötlichen unregelmäßig geformten Antheridienstände befinden sich gewöhnlich auf der Thallusmitte hinter den Archegonienständen. Die Träger der Archegonienstände sind 1 bis 3 Zentimeter hoch. Das gewölbte Köpfchen (Carpocephalum) enthält 4 bis 7 Sporenkapseln. Reife Sporen sind 60 bis 90 Mikrometer groß, gelbbraun, papillös, gefeldert und breit gesäumt.

## Standortansprüche
Die Art zeigt eine recht weite Standortamplitude. Sie besiedelt kalkreiche oder kalkarme Erde und Felsstandorte, Kalk- ebenso wie Silikatgestein. Die Wuchsorte können schattig bis lichtreich sein, trocken, frisch oder feucht; sie ist in Waldgebieten ebenso zu finden wie an offenen, trocken-warmen Stellen. Die Höhenverbreitung reicht von der submontanen bis zur alpinen Höhenstufe.

## Verbreitung
In den österreichischen Alpen ist das Moos in den Nordalpen ziemlich verbreitet, in den anderen Teilen kommt es zerstreut bis selten vor. Für Mitteleuropa werden die Vorkommen vor allem für den Alpenraum und die Mittelgebirge angegeben. In Europa reicht das Verbreitungsgebiet im Norden bis Südnorwegen, Mittelschweden und Südfinnland, im Süden ins Mittelmeergebiet, im Osten bis zum Kaukasus. Neben den europäischen Vorkommen gibt es solche in Asien, Afrika, Nord-, Mittel- und Südamerika, Australien und Neuseeland.